# Negging
Negging (derivado do verbo em inglês neg, que significa "feedback negativo") é um ato de manipulação emocional no qual uma pessoa faz um elogio deliberado sarcástico ou indireto ou então um comentário ou observação em forma de flerte a outra pessoa para enfraquecer sua confiança e aumentar a necessidade de aprovação dessa pessoa pelo manipulador. O termo foi cunhado e prescrito por artistas da sedução.
Negging é frequentemente visto como um insulto direto ao invés de uma cantada, apesar do fato de que os defensores da técnica tradicionalmente enfatizam que não é um insulto. Erik von Markovik, que geralmente é creditado por popularizar o termo negs, explica a diferença assim: "Um neg não é um insulto, mas um julgamento de valor social negativo que é telegrafado. É o mesmo que pegar um lenço de papel e assoar o nariz. Não há nada de ofensivo em assoar o nariz. Você não rejeitou a pessoa explicitamente. Mas, ao mesmo tempo, ela sentirá que você nem está tentando impressioná-la. Isso a deixa curiosa sobre o porquê e faz de você um desafio".
Neil Strauss, em seu livro Rules of the Game, também enfatiza que o objetivo primordial da técnica não é rebaixar a mulher, mas sim fazer com que o homem se desqualifique como um potencial pretendente. Por conta disso, ele se refere aos negs como "desqualificadores", embora a técnica descrita no livro seja reconhecidamente a mesma de von Markovik. Strauss é igualmente claro no quesito que negs não devem ser usados como insultos: "um desqualificador nunca deve ser hostil, crítico ou condescendente. Há uma linha entre flertar e machucar. E a desqualificação nunca deve ter a intenção de ser má e ofensiva."
O termo foi popularizado nas mídias sociais e na grande mídia. O oposto do negging é pozzing, onde que se faz um elogio a uma pessoa para ganhar sua afeição. No entanto, pozzing também pode se referir à transmissão do HIV.